# 赤坂町 (岐阜県)
赤坂町（あかさかちょう）は、かつて岐阜県不破郡に属していた町。1967年（昭和42年）9月1日に大垣市に編入された。現在の大垣市の北部に位置する。
中世は鍛冶場町として栄え、赤坂関派や赤坂千手院派などの刀工集団が存在した。とりわけ赤坂関派の孫六兼元は最上大業物と世に名高い。また、史上最大の名工村正の初代は赤坂関派の赤坂兼村（関兼村）の息子だったという説がある。
江戸時代は、中山道赤坂宿を中心とした町であった。明治時代以降、金生山から採掘される大理石、石灰石により栄えた。

## 地理
1967年（昭和42年）の人口は12,525人だった。面積は16平方キロメートル。

### 地名
- 青野（あおの）
- 赤坂（あかさか）
- 青墓（あおはか）
- 榎戸（よのきど）
- 昼飯（ひるい）
- 南市橋（みなみいちはし）
- 矢道（やみち）
- 円興寺（えんこうじ）
- 金生山（きんしょうざん または かなぶやま）
- 青木（あおき）
- 池尻（いけじり）
- 枝郷（えだごう）
- 草道島（そうどうじま）
- 興福寺（こうふくじ）
- 四成（しなり）…現在の青木地区（大垣市青木町）及び和泉、八条地区（安八郡神戸町）に相当

## 歴史
- 1889年（明治22年）7月1日 - 町村制施行に伴い、赤坂村が成立する。
- 1901年（明治34年）5月24日 - 赤坂村が町制施行して赤坂町となる。
- 1928年（昭和3年）4月15日 - 安八郡北杭瀬村の一部（池尻、興福地）を編入。
- 1954年（昭和29年）4月1日 - 安八郡南平野村の一部（草道島、四成の一部）を編入。
- 1954年（昭和29年）9月1日 - 赤坂町と不破郡青墓村が合併して赤坂町となる。
- 1956年（昭和31年）4月1日 - 揖斐郡池田町の一部（南市橋）と境界変更する。
- 1967年（昭和42年）9月1日 - 大垣市に編入される。

## 教育

### 小学校
- 赤坂町立赤坂小学校（現・大垣市立赤坂小学校）
- 赤坂町立青墓小学校（現・大垣市立青墓小学校）

### 中学校
- 赤坂町立赤坂中学校（現・大垣市立赤坂中学校）

## 交通

### 鉄道
近畿日本鉄道（現在は養老鉄道）養老線東赤坂駅は赤坂町ではなく、赤坂町との境からは約100m東の安八郡神戸町に位置していた。
- 日本国有鉄道
  - 東海道本線美濃赤坂駅（1919年に開設）
- 西濃鉄道
  - 市橋線赤坂本町駅（1930年から1945年に開設された旅客駅）

### 港湾
- 赤坂港　※杭瀬川の川湊。明治から大正にかけて栄えたが、東海道本線美濃赤坂支線開通及び杭瀬川に水門設置、河川改修で昭和初期に衰退

## 神社・寺院
- 明星輪寺
- 金生山神社

## 名所・旧跡
- 金生山（濃飛八景の第一位）
- 赤坂宿
  - 本陣跡
  - 脇本陣跡
- お茶屋屋敷跡

## 娯楽
- 赤坂劇場 - 映画館

## 郵便
郵便局の集配は以前は赤坂郵便局であったが、2007年（平成19年）の郵政民営化の際、大垣郵便局に集配業務が移管した。